# Ren (rapper)
Ren Eryn Gill, noto semplicemente come Ren (Bangor, 29 marzo 1990), è un rapper britannico di origini gallesi.

## Biografia
Ren ha guadagnato popolarità dopo aver raggiunto la vetta della Official Albums Chart col secondo album in studio Sick Boi, uscito nell'ottobre 2023. Si tratta del suo primo LP a entrare le ARIA Charts e la Billboard 200 (con oltre 9 000 unità), facendo un'apparizione anche nella classifica belga e olandese. Il progetto ha ricevuto la certificazione d'argento dalla British Phonographic Industry per le 60 000 copie vendute nell'aprile 2025.
L'artista è noto per affrontare tematiche riguardanti la salute mentale, principale causa per cui gli è stato impossibile prendere parte a diversi festival durante l'anno.

## Discografia

### Album in studio
- 2016 – Freckled Angels
- 2023 – Sick Boi

### EP
- 2019 – The Tale of Jenny & Screech
- 2020 – Demos (Do Not Share), Vol 1
- 2020 – Demos (Do Not Share), Vol 2
- 2022 – Violet's Tale

### Singoli
- 2016 – Jessica (feat. Orlean)
- 2018 – Girls!
- 2018 – Blind Eyed (feat. Sam Tompkins)
- 2019 – Humble (feat. Eden Nash)
- 2019 – Money Game
- 2019 – How to Be Me (feat. Chinchilla)
- 2021 – Chalk Outlines (con Chinchilla)
- 2022 – Power
- 2022 – Violet's Tale
- 2022 – The Hunger
- 2022 – Genesis
- 2022 – What You Want
- 2022 – Hi Ren
- 2023 – Sick Boi
- 2023 – Illest of Our Time
- 2023 – Animal Flow
- 2023 – Suic*de
- 2023 – Murderer
- 2023 – Love Music, Pt. 4
- 2023 – Down on the Beat (feat. Viktus)
- 2023 – Masochist
- 2023 – Lost All Faith
- 2024 – Mackay
- 2024 – Troubles
- 2024 – Pain Salesmen (con Prof)
- 2024 – Money Ties
- 2025 – Slaughter House
- 2025 – Vincent's Tale - Self Portrait